# Unterseeboot 140 (1917)
Pour les articles homonymes, voir Unterseeboot 140.
L'Unterseeboot 140 était un sous-marin de type U 139 qui a servi dans la Marine impériale allemande pendant la Première Guerre mondiale. L'U-140 était engagé dans la guerre navale et a pris part à la première bataille de l'Atlantique.
Après la fin de la Première Guerre mondiale, l'U-140 s'est rendu aux États-Unis, qui l'ont utilisé pour des tests. Enfin, le destroyer USS Dickerson (en) de l'United States Navy l'a coulé le 22 juillet 1921 dans l'océan Atlantique au large de Cape Charles, en Virginie.

## Navires coulés
| Date            | Nom                      | Nationalité | Tonnage | Fait  |
| --------------- | ------------------------ | ----------- | ------- | ----- |
| 27 juillet 1918 | Porto (en)               | Portugal    | 1 079   | Coulé |
| 2 août 1918     | Tokuyama Maru (en)       | Japon       | 7 029   | Coulé |
| 4 août 1918     | O. B. Jennings (en)      | USA         | 10 289  | Coulé |
| 5 août 1918     | Stanley M. Seaman (en)   | USA         | 1 060   | Coulé |
| 6 août 1918     | Diamond Shoals LV71 (en) | US Navy     | 590     | Coulé |
| 6 août 1918     | Merak (en)               | USA         | 3 024   | Coulé |
| 21 août 1918    | Diomed (en)              | Royaume-Uni | 7 523   | Coulé |